# Jaume Baçó Escrivà
Pour les articles homonymes, voir Baçó et Escrivà.
Jaume Baçó Escrivà, connu sous le nom de Jacomart, né en 1411 à Valence (Royaume d'Aragon) et mort dans la même ville le 16 juillet 1461, est un peintre de compositions religieuses. Il fut le peintre officiel du roi Alphonse V d'Aragon.

## Biographie
Jaime Baço est le fils du tailleur du roi Alphonse V d'Aragon. En octobre 1440, le roi veut le faire  venir à Naples. alors qu'il campe devant la ville. Il ne peut le rejoindre ayant à honorer des commandes religieuses à Valence.  Il n'arrive qu'en juin 1442, au moment du troisième siège de Naples. Alphonse V lui fait exécuter pour l'église Notre-Dame-de-la-Paix de Naples, la décoration d'un autel (détruit par la suite en 1528).
Lors de l'expédition de Toscane en 1447, il est convoqué à Tivoli, où le roi s'apprêtait à lancer son assaut contre Florence, et il est chargé, sur le champ de bataille de peindre des écus et des emblèmes sur une vingtaine d'étendards royaux. Un Polyptyque, représentant Saint Laurent et Saint Pierre martyrs, dont l'authenticité est prouvée par un contrat du 23 janvier 1460, se trouve dans l'église de Cati près de Tortosa.
Il semble avoir ensuite assumé les fonctions de peintre de cour auprès d'Alphonse V à Valence.
On attribue à Baço une Visitation et Saint Pierre entouré de cardinaux, dans l'église Saint-Jean de Morella. Ces deux ouvrages sont antérieurs à 1440. Il est également l'auteur d'un Triptyque peint entre 1444 et 1457, représentant Sainte Anne, saint Augustin, saint Ildefonse, et le cardinal Alfonso Borgia (élu pape en 1455), fondateur, dans l'église de Xàtiva, d'un autre polyptyque : Saint Martin de Tours, Saint François fondant son Ordre, conservé dans l'église Saint-Laurent à Naples, d'un Saint Vincent Ferrer, dans la sacristie de la cathédrale de Valence, d'une peinture d'autel, Saint Égide et saint Jacques.[pas clair]